# Tyrese Haliburton
Tyrese John Haliburton (født d. 29. februar 2000) er en amerikansk professionel basketballspiller, som spiller for NBA-holdet Indiana Pacers.

## Klubkarriere

### Sacramento Kings
Haliburton blev draftet af Sacramento Kings med det 12. valg i 2020 draften. Han havde en imponerende debutsæson, og kom på tredjepladsen i Rookie of the Year afstemningen i sæsonen.

### Indiana Pacers
Halvvejs gennem 2021-22 sæsonen, den 8. februar 2022, blev Haliburton, Buddy Hield og Tristan Thompson traded til Indiana Pacers i bytte for Domantas Sabonis, Justin Holiday og Jeremy Lamb.
I juli 2023 tegnede han en femårs kontrakt til 230 mio. USD med Pacers.
Haliburtons store gennembrud kom i 2022-23 sæsonen, hvor han for første gang i sin karriere blev valgt til All-Star holdet. Det gentog sig året efter, hvor han endda blev starter (blandt de første fem udvalgte på sit hold).